# Lonchodes longipes
Lonchodes longipes är en insektsart som beskrevs av Brunner von Wattenwyl 1907. Lonchodes longipes ingår i släktet Lonchodes och familjen Phasmatidae. Inga underarter finns listade i Catalogue of Life.